# NGC 7628
NGC 7628 est une galaxie elliptique située dans la constellation de Pégase. Sa vitesse par rapport au fond diffus cosmologique est de 3 817 ± 32 km/s, ce qui correspond à une distance de Hubble de 56,3 ± 4,0 Mpc (∼184 millions d'al). NGC 7628 a été découverte par l'astronome français Édouard Stephan en 1878.